# Weißfleckige Wollbiene
Die Weißfleckige Wollbiene oder Weißgefleckte Wollbiene (Anthidium punctatum) ist eine Wollbienenart aus der Familie der Bauchsammlerbienen. Sie lebt solitär.

## Etymologie
Von lat. "punctatum" = "punktiert", wegen der punktförmigen weißlichen Zeichnung auf dem Hinterleib.

## Merkmale
Beide Geschlechter sind 8–9 mm groß. Größe zwischen Anthidiellum strigatum und A. manicatum.

### Männchen
Körperfarbe schwarz mit hellgelber Zeichnung. Die Beine sind gelb mit schwarzen Flecken. Nebengesicht, Clypeus, Mandibeln, und die Unterseite des Fühlerschaftes sind hellgelb. Der Thorax ist braun bepelzt. Die Tergite haben je zwei bis vier helle Flecken. Tergit 6 hat seitlich je einen Zahn. Tergit 7 hat zwei Lappen mit einem kleinen Zähnchen dazwischen.

### Weibchen

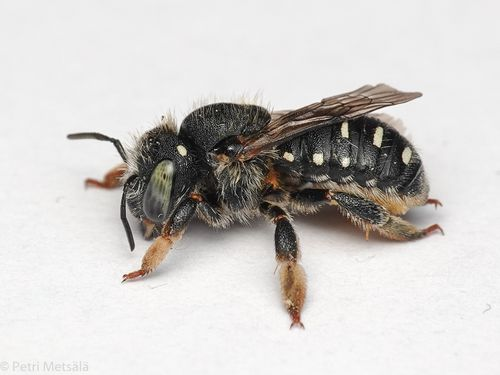
Weibchen, Seitenansicht

Die Weibchen besitzen ebenfalls eine schwarze Körperfarbe mit einer hellgelber Zeichnung. Die Tibien sind schwarz oder rötlichgelb. Das Gesicht ist bis auf die Mandibeln schwarz. Die Mandibeln haben gelbe Flecken. Der Thorax bzw. das Mesosoma ist schwarz. Die Tergite 1 bis 5 haben je zwei bis vier weißliche strichförmige Flecken. Manchmal sind die diese Tergite auch ganz schwarz. Die Metatarsen besitzen außen eine weiße dichte wollige Behaarung zur Aufnahme von pflanzlichen Drüsensekreten. Die Bauchbürste ist weiß.

## Verbreitung
Die Art ist transpaläarktisch. Sie ist in Europa bis 63° nördlicher Breite (nicht auf den Britischen Inseln) und nach Osten hin bis Zentralasien verbreitet. In Nordafrika kommt sie von Marokko bis Tunesien vor. Die Weißfleckige Wollbiene ist mäßig häufig.

## Gefährdung
Die Weißfleckige Wollbiene ist auf der Vorwarnliste (Kategorie V).

## Phänologie
Die Biene kommt in einer Generation von Mai bis September vor und überwintert als Ruhelarve im Kokon.

## Lebensraum
Unterschiedliche Trockenstandorte wie blütenreiche Magerwiesen, Hecken, Trockenmauern, Ruderalstellen und Abwitterungshalden werden bevorzugt, aber auch Straßenböschungen, Bahndämme und Hochwasserdämme. Auch im Siedlungsbereich, z.b. in blütenreichen Brachflächen oder Steingärten kommt die Biene vor. Die Art ist vom Tiefland bis in die subalpinen Höhenstufen verbreitet.

## Nestbau
Die Weißfleckige Wollbiene nistet in Erdlöchern, Felsspalten oder in losem Geröll. Dabei werden 1–4 Brutzellen hintereinander linear angeordnet, mit Pflanzenwolle ausgekleidet und anschließend mit Drüsensekreten unterschiedlicher Pflanzen imprägniert. Abschließend verschließt die Biene das Nest. Hierbei können unterschiedliche Materialien, wie Steinchen, Erdkrumen oder Pflanzenteile, verwendet werden.

## Pollenquellen
Die Art ist polylektisch, mit einer Vorliebe für Schmetterlingsblütler (Fabaceae) vor allem für den Gewöhnlichen Hornklee (Lotus corniculatus). Es können, aber auch Pollen von Dickblattgewächsen (Crassulaceae) und Resedagewächsen (Resedaceae) verwendet werden. Genauer sind folgende Pflanzen für die Weißgefleckte Wollbiene von Bedeutung:
- Fabaceae: Luzerne (Medicago sativa), Weißer Steinklee (Melilotus albus), Weißklee (Trifolium repens), Gewöhnlicher Hornklee (Lotus corniculatus) und Dornige Hauhechel (Ononis spinosa)
- Crassulaceae: Felsen-Fetthenne (Sedum rupestre)
- Resedaceae: Wilde Resede (Reseda lutea) und Färber-Resede (Reseda luteola)[1][2][3][4][6]

## Parasiten
Als Parasit der Weißfleckigen Wollbiene ist die Goldwespe Chrysis analis bekannt.